# Associazione Giovani Calciatori Budrio 1942-1943
Questa voce raccoglie le informazioni riguardanti l'Associazione Gioco Calcio Budrio nelle competizioni ufficiali della stagione 1942-1943.

## Stagione
Il club, guidato da Enrico Masi, esordì nella stagione seguente in Serie C, ottenendo il decimo posto del Girone G.

## Rosa
| N. |                   | Ruolo | Calciatore            |
| -- | ----------------- | ----- | --------------------- |
|    | Italia (bandiera) | C     | Ugo Anderlini         |
|    | Italia (bandiera) | C     | B. Ansaloni           |
|    | Italia (bandiera) | A     | F. Baldi              |
|    | Italia (bandiera) | D     | Alessandro Bargellini |
|    | Italia (bandiera) | C     | Nino Beltrandi        |
|    | Italia (bandiera) | D     | Antonio Casari        |
|    | Italia (bandiera) | D     | F. Cattani            |
|    | Italia (bandiera) | A     | Gianangelo Cavalazzi  |
|    | Italia (bandiera) | A     | Gilberto Chiarini     |
|    | Italia (bandiera) | A     | G. Federici           |
|    | Italia (bandiera) | A     | G. Frascaroli         |
|    | Italia (bandiera) | D     | G. Grandini           |

| N. |                   | Ruolo | Calciatore     |
| -- | ----------------- | ----- | -------------- |
|    | Italia (bandiera) | A     | Dino Lazzeri   |
|    | Italia (bandiera) | A     | Celso Mazzoni  |
|    | Italia (bandiera) | C     | E. Neri        |
|    | Italia (bandiera) | C     | I. Neri        |
|    | Italia (bandiera) | P     | Giovanni Poli  |
|    | Italia (bandiera) | A     | R. Rizzoli     |
|    | Italia (bandiera) | C     | E. Salmi       |
|    | Italia (bandiera) | P     | G. Testoni     |
|    | Italia (bandiera) | A     | M. Tirapani    |
|    | Italia (bandiera) | P     | E. Tomesani    |
|    | Italia (bandiera) | C     | Arturo Venturi |